# 王曉君
王曉君（英語：Elaine Wong，1981年5月5日—），出生於香港，1991年在香港完成小學五年級課程後跟家人移民到美國，大學畢業後加入了KSCI 18電視台做文職，其後被人賞識轉做廣東話新聞主播。同年於美國參加了由一本雜誌聯同美國TVB合辦的旅遊大使比賽勝出，為他們拍攝了一輯「旅遊特輯」。
2005年回流返港，當時香港『有線電視』藝人大招募，幸運地加入了『有線電視』 ，更參與了拍攝很多娛樂及飲食節目，當中包括《活得很滋味》，2006年被監製垂青，開始轉做有線娛樂台做娛樂主播。並參與多屆奧斯卡金像獎及康城電影節影展現場報道。           
2013年11月及2015年10月先後懷孕，生了一對子女。2015年年底離開『有線電視』後，藉著過往經驗成為專業司儀，為不同活動做大會司儀。
2017年加盟了Sunnyidea ，與JW王灝兒及關楚耀成為同一公司的藝人。